# بخش توین (شهرستان پربل، اوهایو)
بخش توین (به انگلیسی: Twin Township) یک منطقهٔ مسکونی در ایالات متحده آمریکا است که در شهرستان پربل، اوهایو واقع شده‌است.
 بخش توین ۹۰٫۸ کیلومتر مربع مساحت و ۲٬۸۳۱ نفر جمعیت دارد و ۳۰۵ متر بالاتر از سطح دریا واقع شده‌است.